# 特維爾 (巴塞爾鄉村州)

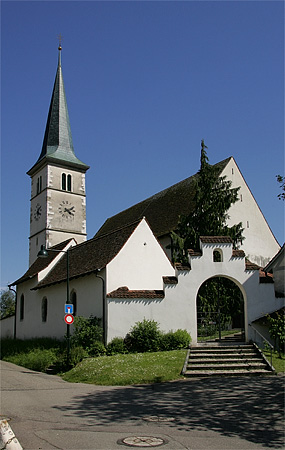

特維爾（Therwil）是瑞士的城鎮，位於該國北部，由巴塞爾鄉村州負責管轄，面積7.63平方公里，海拔高度306米，2012年人口9,830，四成人口信奉羅馬天主教，人口密度每平方公里1288人。

## 外部連結
- Official website （页面存档备份，存于） （德文）